# Monster Tale
Monster Tale — компьютерная игра 2011 года, разработанная DreamRift и изданная Majesco Entertainment. Выпущена на Nintendo DS.

## Сюжет
Главным героем игры является Элли. Она путешествует со своим компаньоном Чомпом по миру монстров. Девушка должна освободить это место от злодеев и найти путь домой.

## Отзывы
| Сводный рейтинг | Сводный рейтинг |
| Агрегатор       | Оценка          |
| --------------- | --------------- |
| GameRankings    | 80,63 %         |

Лукас М. Томас из IGN поставил игре 8 баллов с половиной из 10 и чувствовал «страсть разработчиков» своему делу «в каждой сцене, дизайне врагов и структуре анимации». Хайди Кемпс из GameSpot дал проекту оценку 8 из 10, из плюсов выделяя «приятный сеттинг и дизайн», из минусов — маленькое количество мест на карте для изучения, «как в играх схожего стиля». Джош Миллер-Уотт из GamesRadar присвоил Monster Tale 4,5 звёзд из 5, подчёркивая хорошую боевую механику, но отмечая средненький сюжет.